# It Gets Better
It Gets Better – internetowa kampania społeczna skierowana do młodzieży homoseksualnej, biseksualnej i transgenderycznej, będącej ofiarami przemocy ze względu na orientację seksualną lub tożsamość płciową, której celem jest zapewnienie, że ich sytuacja z czasem ulegnie poprawie. Projekt został zainicjowany w sierpniu 2010 roku przez amerykańskiego dziennikarza Dana Savage'a i jego partnera Terry'ego Millera, po serii samobójstw nastolatków dotkniętych ową przemocą.
W ramach kampanii użytkownicy nagrywają i umieszczają w serwisie YouTube krótkie filmy niosące przesłanie, że „jest coraz lepiej” (ang. It Gets Better). W pierwszym miesiącu trwania akcji powstało ponad 2000 filmów, a łącznie nagrano ich ponad 50 000.
Filmy tworzone są zarówno przez osoby publiczne, organizacje, jak i osoby prywatne. W kampanii udział wzięli politycy (m.in. Barack Obama, Hillary Clinton, David Cameron), artyści (m.in. Adam Lambert, Anne Hathaway, Colin Farrell, Joel Madden, Kesha), pracownicy przedsiębiorstw (m.in. Gap, Google, Facebook, Pixar), uczelnie (m.in. Columbia University, Massachusetts Institute of Technology), instytucje rządowe (m.in. San Francisco Police Department), a także organizacje sportowe (m.in. Los Angeles Dodgers), religijne (m.in. Hebrew Union College-Jewish Institute of Religion), LGBT (m.in. Human Rights Campaign) i inne.